# 波阿斯 (伊利諾伊州)
波阿斯（英語：Boaz）是位於美國伊利諾伊州馬薩克縣的一個非建制地區。該地的面積和人口皆未知。

## 地理
波阿斯的座標為37°17′30″N 88°53′59″W / 37.29167°N 88.89972°W，而該地的平均海拔高度為110米（即361英尺）。